# Новотомишълски окръг
Новотомишълски окръг (на полски: Powiat nowotomyski) е окръг в Западна Полша, Великополско войводство. Заема площ от 1013,62 км2. Административен център е град Нови Томишъл.

## География
Окръгът се намира в историческия регион Великополша. Разположен е в западната част на войводството.

## Население
Населението на окръга възлиза на 73 746 души (2012 г.). Гъстотата е 73 души/км2.

## Административно деление
Административно окръгът е разделен на 6 общини.
Градско-селски общини:
- Община Збоншин
- Община Лвовек
- Община Нови Томишъл
- Община Опаленица

Селски общини:
- Община Кушлин
- Община Меджихово

## Фотогалерия
- Збоншин
- Лвовек
- Нови Томишъл
- Опаленица